# Rastiglione
Rastiglione è una frazione del comune di Valduggia, situata ad un'altezza di 704 metri s.l.m..
Si trova alla stessa altitudine di Valpiana ed è una delle frazioni più alte di Valduggia (seconda solo a Rasco e Castagnola), questo ha valso ai suoi abitanti il soprannome di "Aquile" (Aigüle in dialetto).
Con i suoi 125 abitanti rappresenta, insieme a Lebbia, la frazione più popolata del comune di Valduggia.
Il nome del paese deriva probabilmente da rastello, un grosso cancello a regoli paralleli tenuti insieme da due stecconi orizzontali posto all'entrata del paese; da qui "rastellone" e, quindi, Rastiglione (Rasceun in dialetto). I suoi abitanti sono detti Rastiglionesi.
La chiesa di San Michele Arcangelo (santo patrono del paese) è posta all'entrata del paese e porta l'anno 1609.
Oggi il paese offre la possibilità di contemplare il paesaggio circostante immersi nella totale tranquillità. I boschi adiacenti all'abitato sono luoghi rinomati per i raccoglitori stagionali di funghi e castagne.
All'interno della chiesa di San Michele Arcangelo sono visibili alcune iscrizioni dedicatorie "I benefattori di Roma" poste sulla balaustra di fronte all'altare maggiore, sull'altare maggiore stesso, entrambi in stile barocco e realizzati in marmi policromi e sul coro ligneo.
Sino ad alcuni decenni or sono non era stato possibile stabilire l'origine di tali iscrizioni, così come il motivo di tale beneficenza, né chi fossero i benefattori. Nel 1980 il discendente di una famiglia rastiglionese della frazione di Campiano trapiantata a Roma, ricercando le proprie origini, inaspettatamente scoprì presso l'Archivio Storico Lateranense che un suo antenato, tale Francesco Bannone, aveva un punto di contatto con Rastiglione. Decise così di recarsi presso la parrocchia di Zuccaro, dove erano conservati gli antichi libri dello stato civile per proseguire la propria ricerca.
Dai dati raccolti sia a Roma sia in loco, fu possibile stabilire che una nutrita comunità di rastiglionesi si era insediata a Roma sin dal 1600 (ma forse anche prima), principalmente nella zona intorno Piazza di Pietra, luogo dove allora a Roma era sita la Dogana dei Beni di Terra, ovverosia dove giungevano le carrozze e i carichi provenienti dall'estero.
Detta comunità era prevalentemente dedita al mestiere di calzolaio, o "scarpinello" secondo la dizione di allora. Dallo studio comparato dei documenti romani e piemontesi, tuttavia, fu possibile stabilire che i contatti di detta comunità con il paese d'origine non erano interrotti dalla lontananza e dalla difficoltà dei trasporti. È documentato che, a partire dal 1725 sino quasi alla fine del secolo, i Bannone (o Banone come erano registrati a Rastiglione) ogni tre anni tornavano al paese lasciando in consegna la bottega di Roma ad un fratello o ad un altro parente giunto dal paese per sostituirlo. E così di padre in figlio.
Fu la comunità di questi lavoratori a raccogliere i fondi necessari per costruire la balaustra, l'altare ed il coro della chiesa di San Michele Arcangelo di Rastiglione. Furono loro "i benefattori di Roma", che, come si evince, romani non erano affatto, bensì rastiglionesi recatisi a Roma, uno stato allora straniero, raggiunto con grandi fatiche, privazioni e pericoli per mantenere la propria famiglia.

## Galleria d'immagini

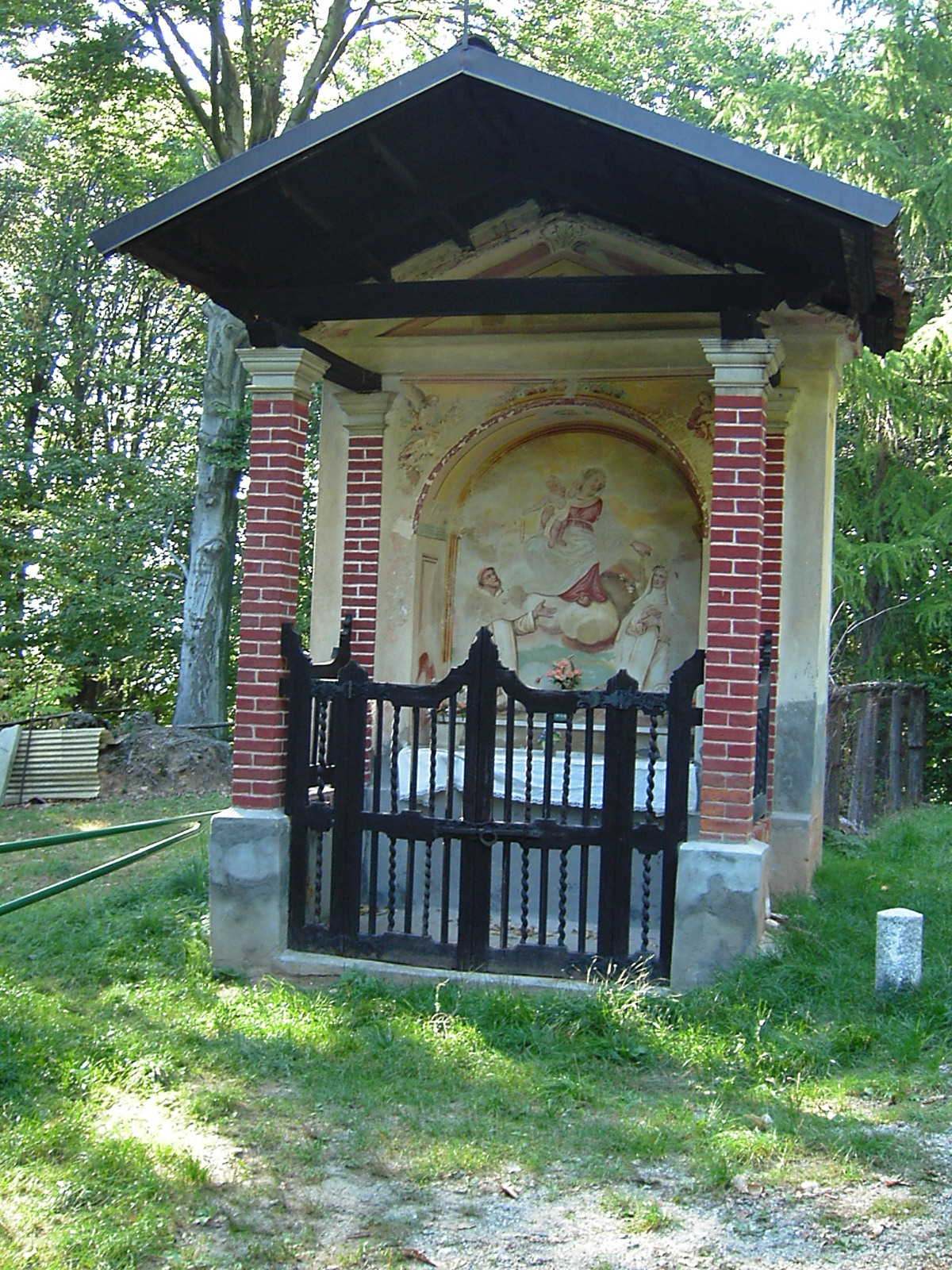
La Cappella Orgnigo.